# Capitan Futuro/Gran capitano
Capitan Futuro/Gran capitano  è un singolo discografico del gruppo I Micronauti, pubblicato nel 1980.

## Il disco
Il brano Capitan Futuro era la sigla dell'anime omonimo, scritto da Luigi Albertelli su musica e arrangiamento di Vince Tempera. Il brano è cantato dal coro di Paola Orlandi.
Gran capitano è un brano musicale ispirato alla serie, scritto da Luigi Albertelli su musica e arrangiamento di Vince Tempera.

## Tracce
Lato A
- Capitan Futuro - (Luigi Albertelli-Vince Tempera)

Lato B
- Gran capitano - (Luigi Albertelli-Vince Tempera)

## Edizioni
- Entrambi i brani sono stati inseriti nella compilation Supersigle TV vol. 5 e in numerose raccolte[Quali?].